# Heimbach
Heimbach är en stad i Kreis Düren i Regierungsbezirk Köln i förbundslandet Nordrhein-Westfalen i Tyskland.

## Bildgalleri

Heimbach
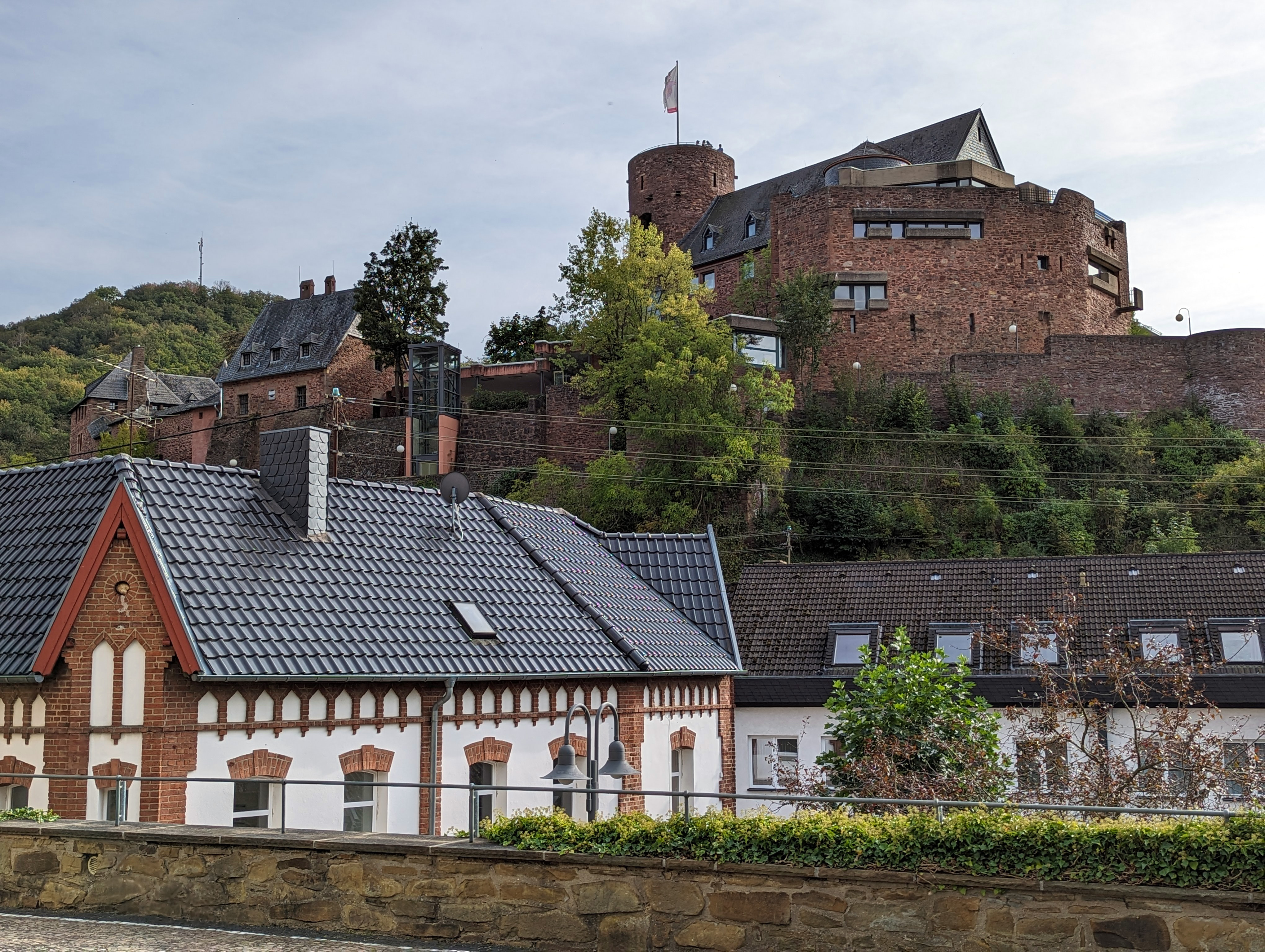
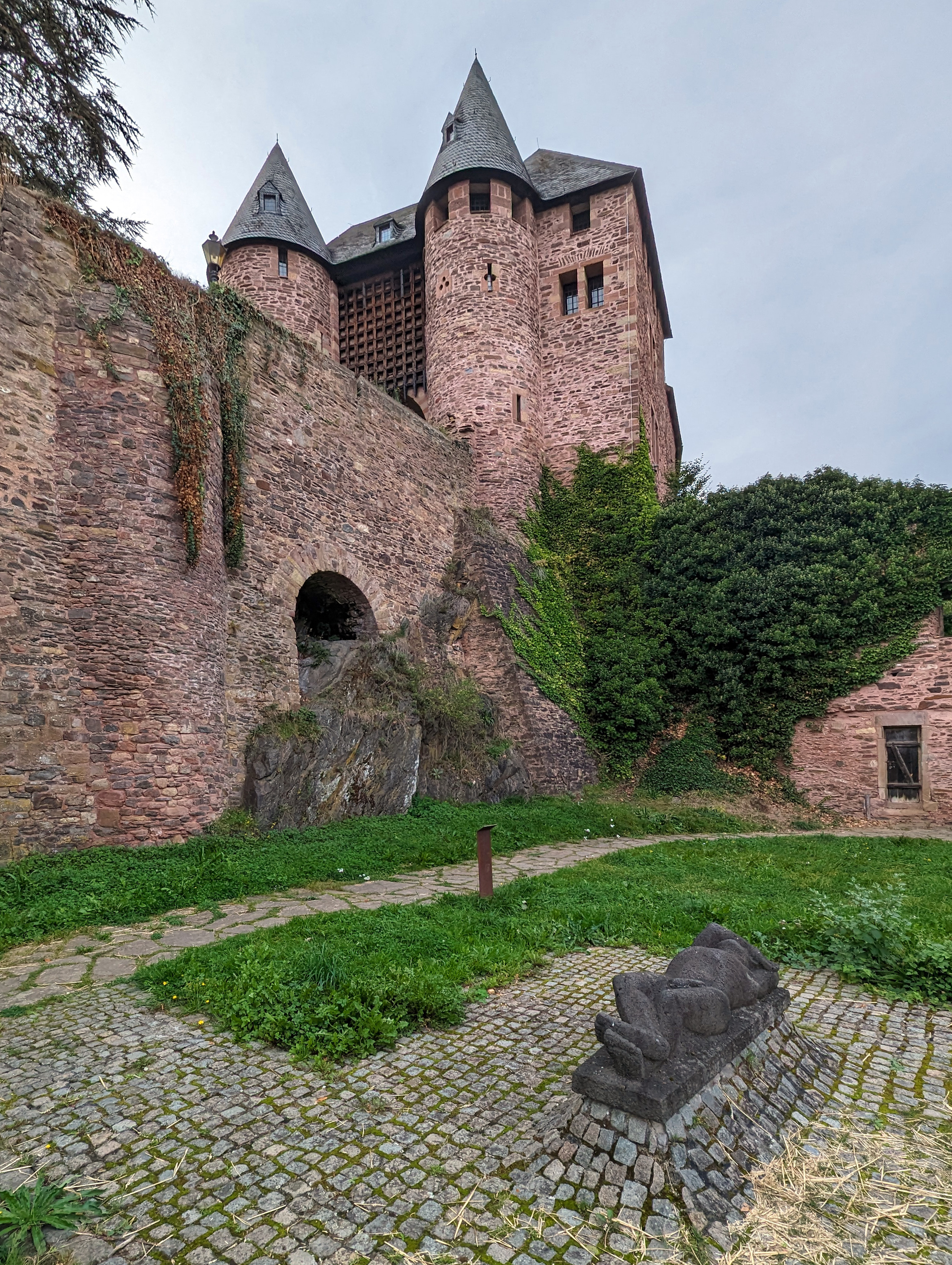
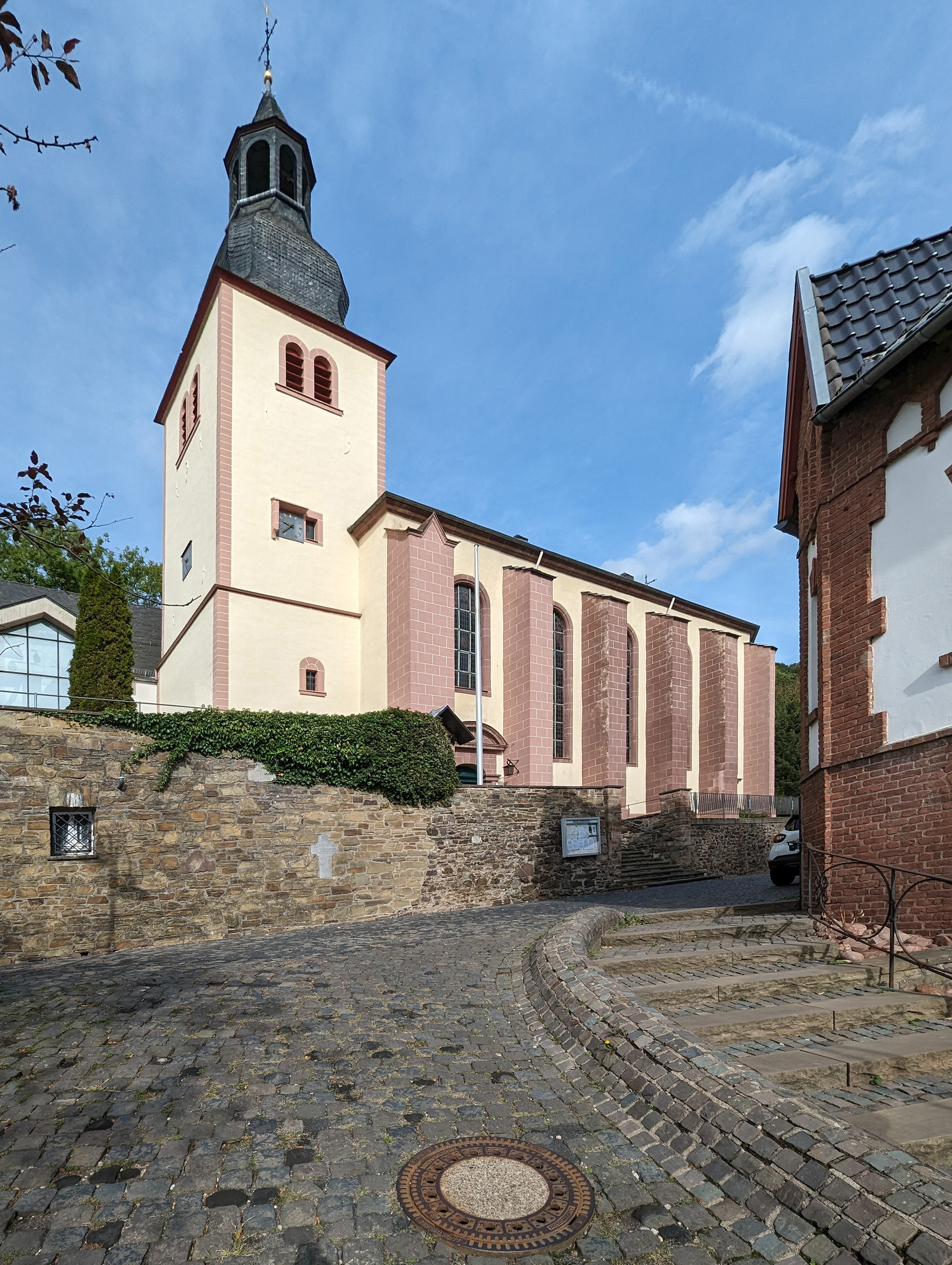
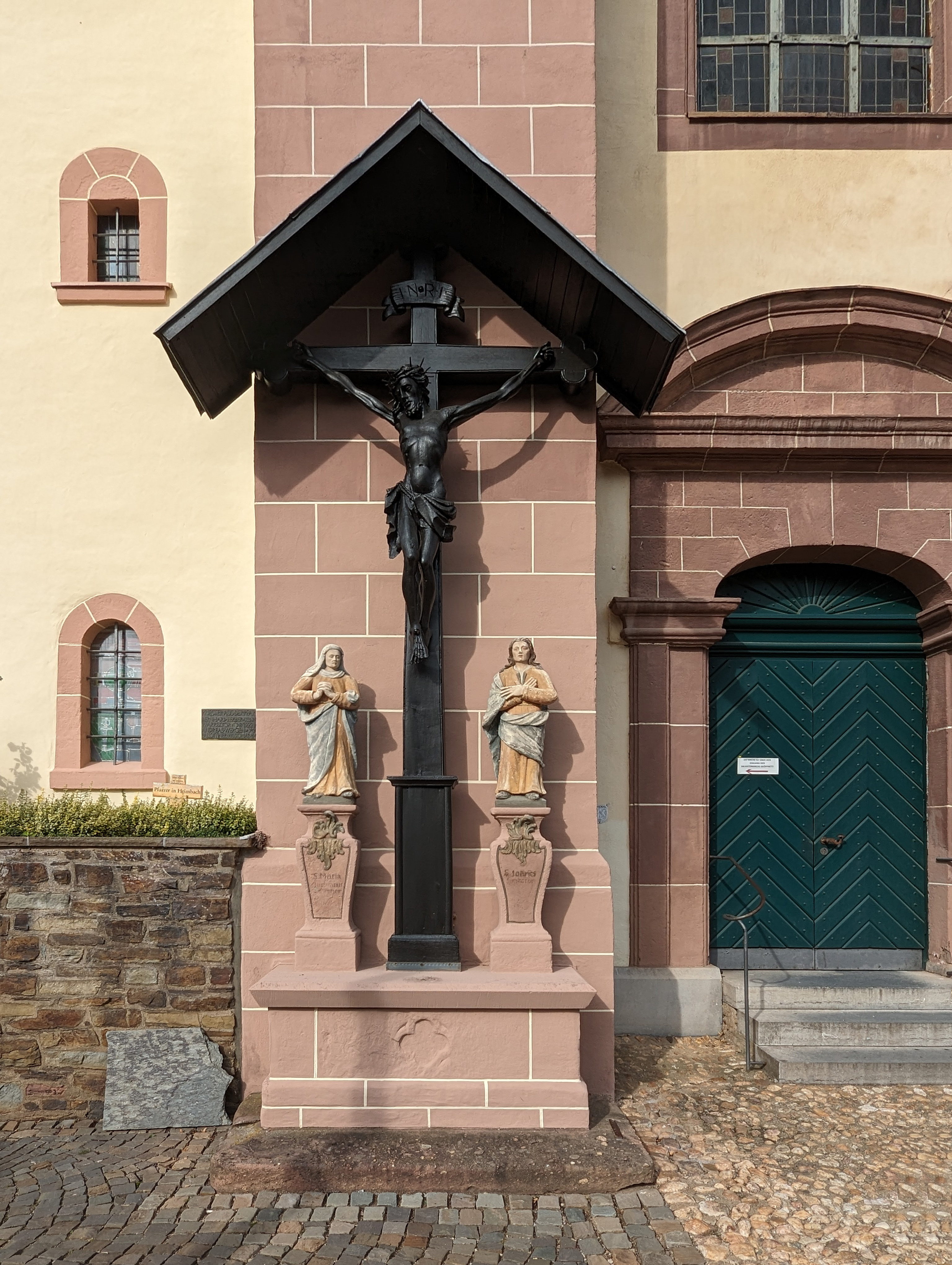
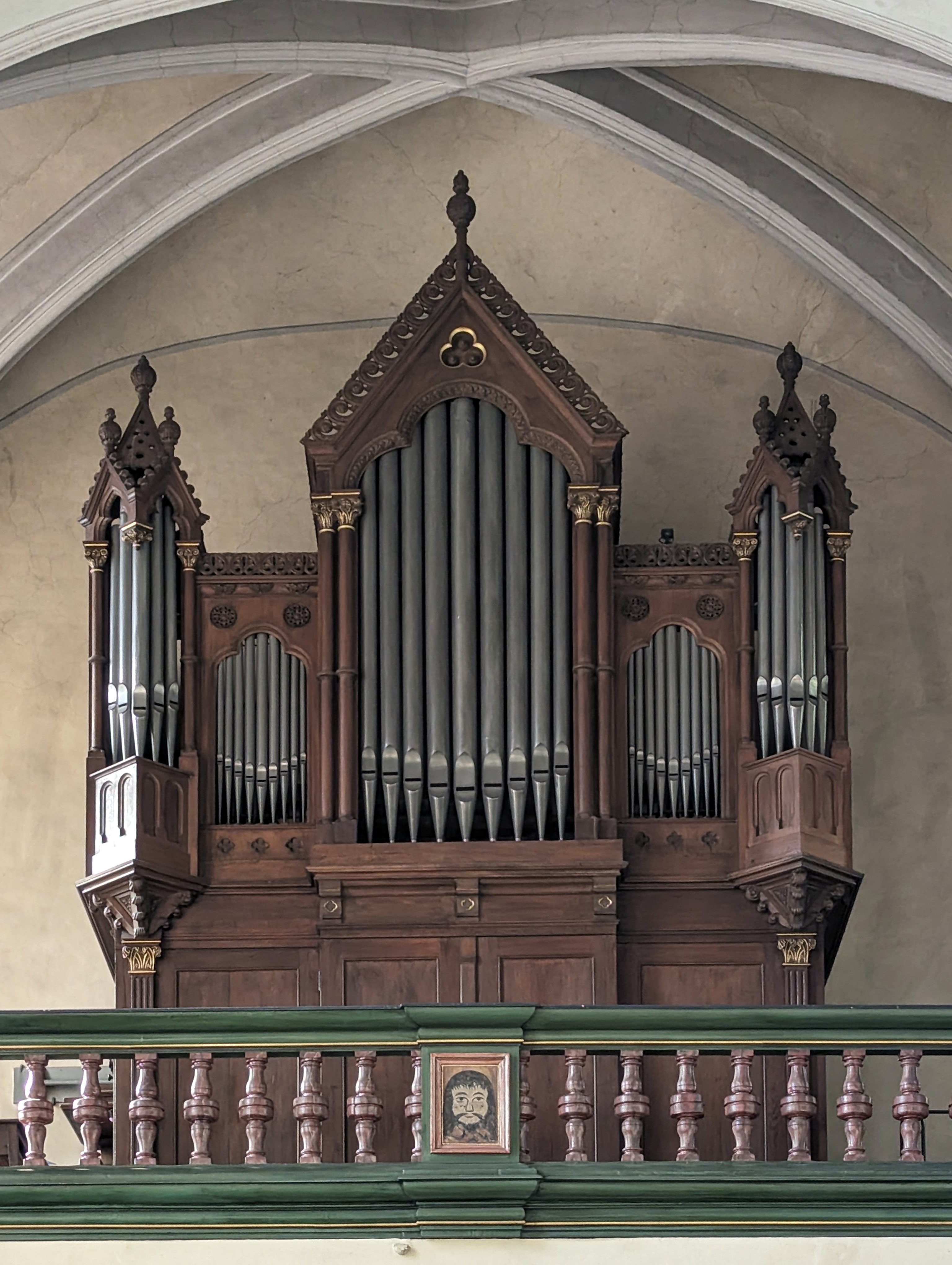
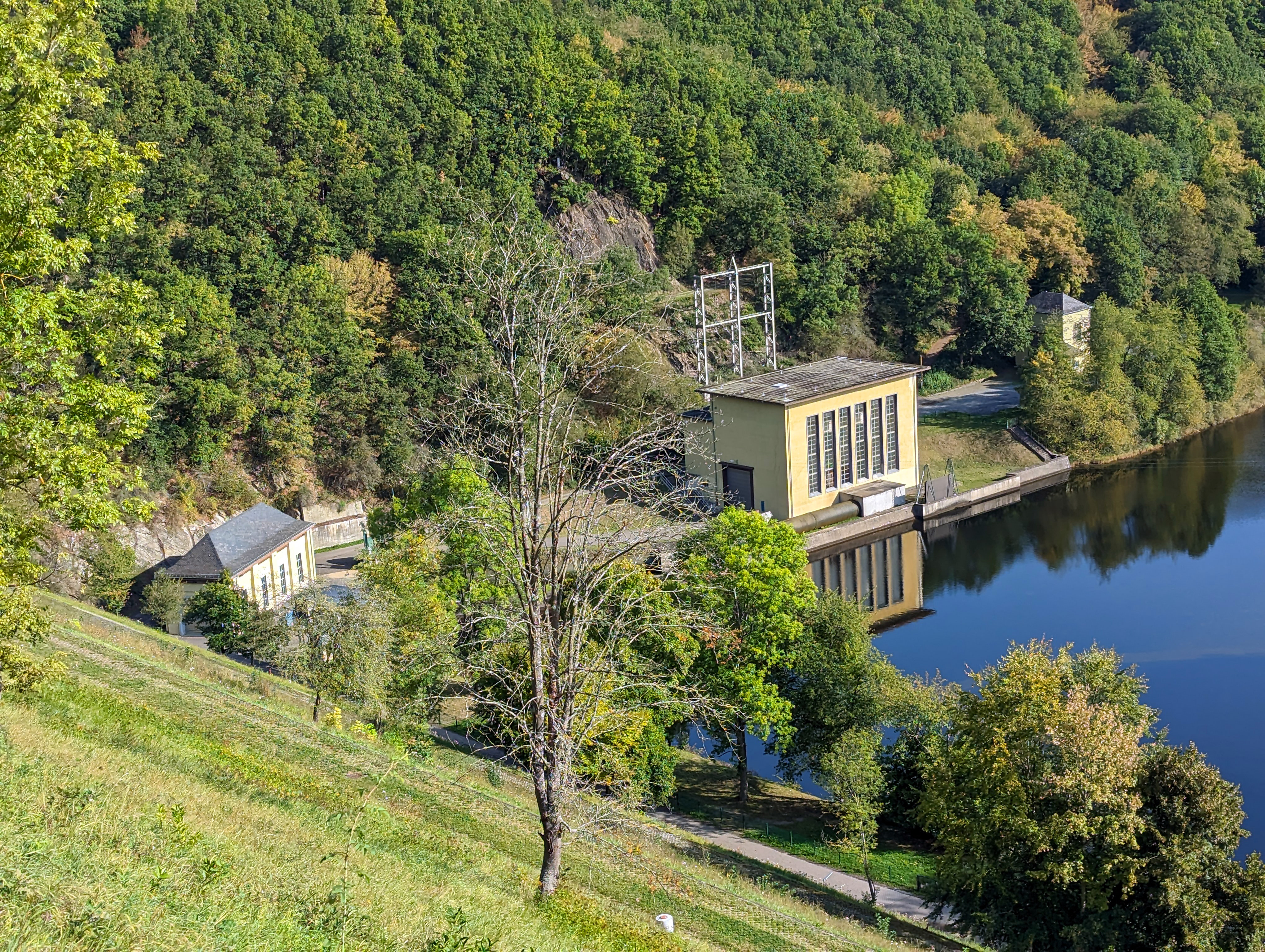
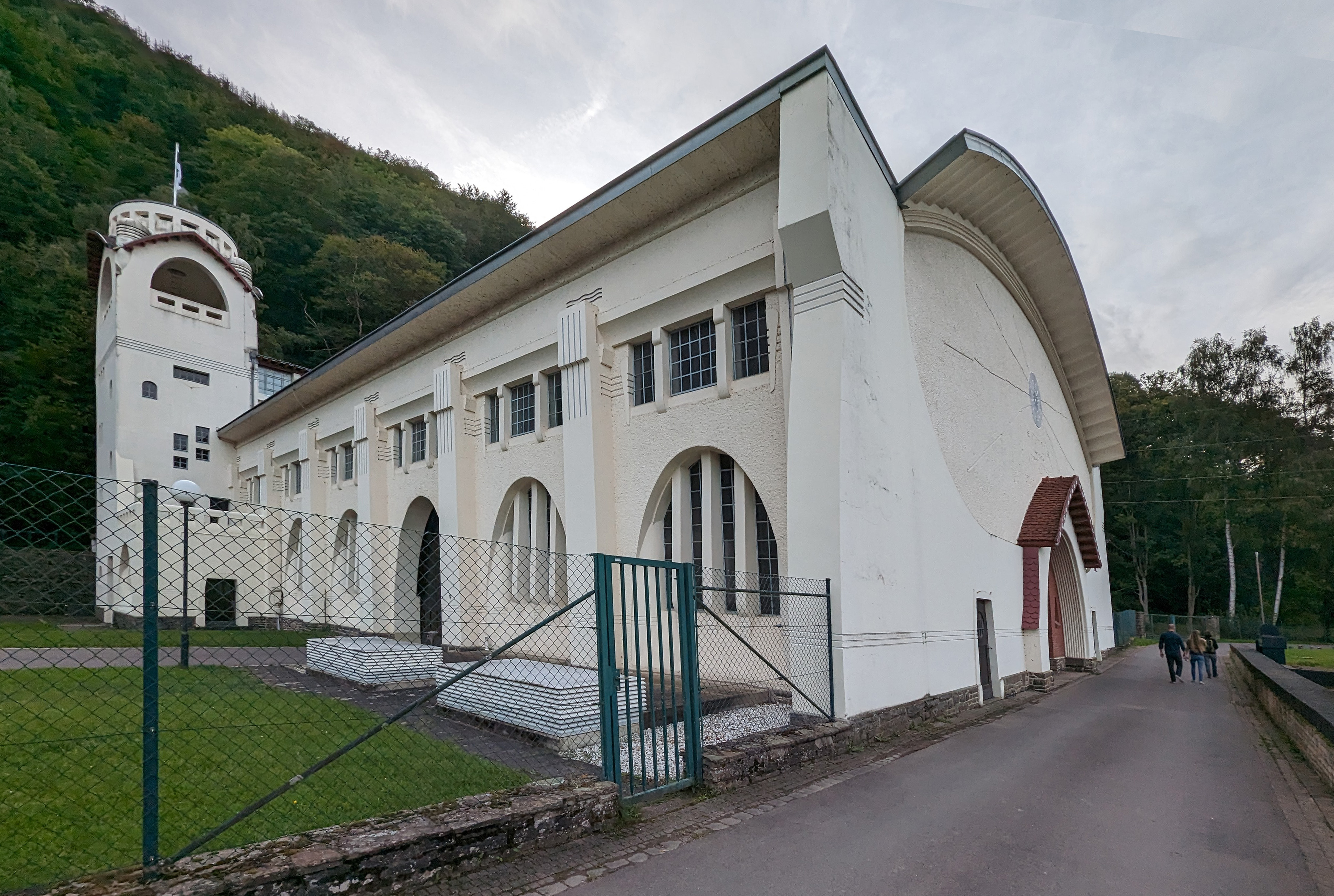
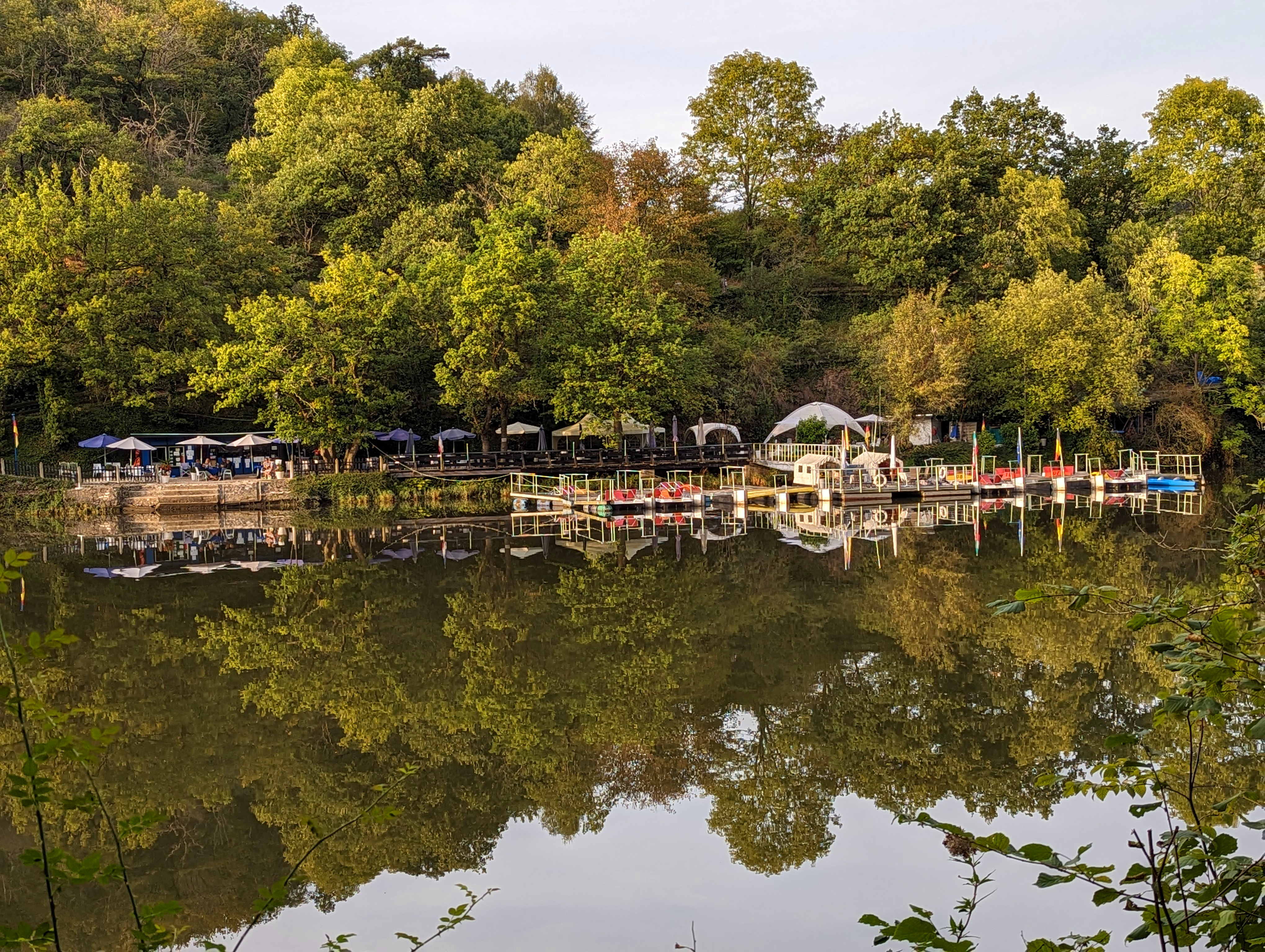
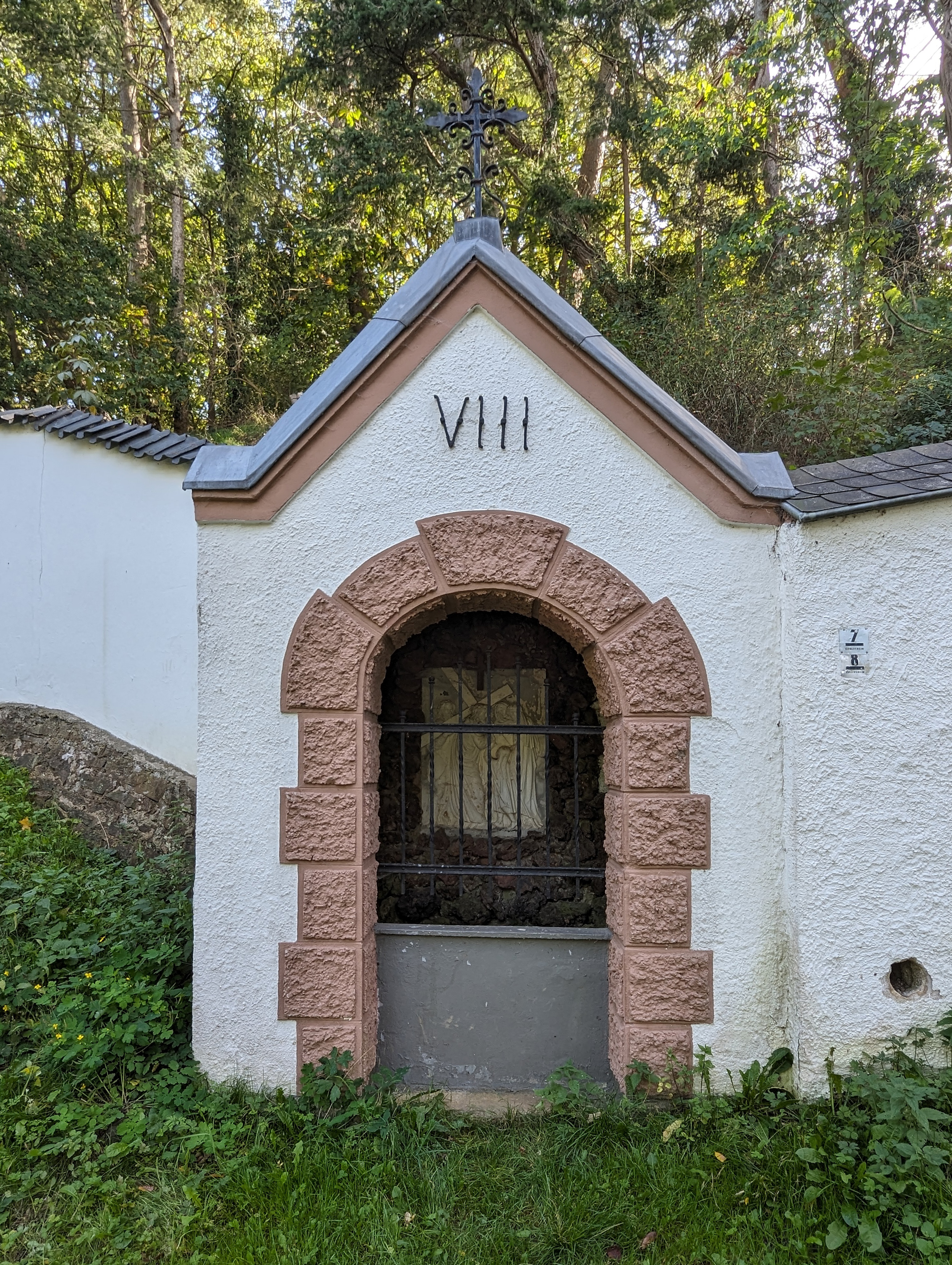
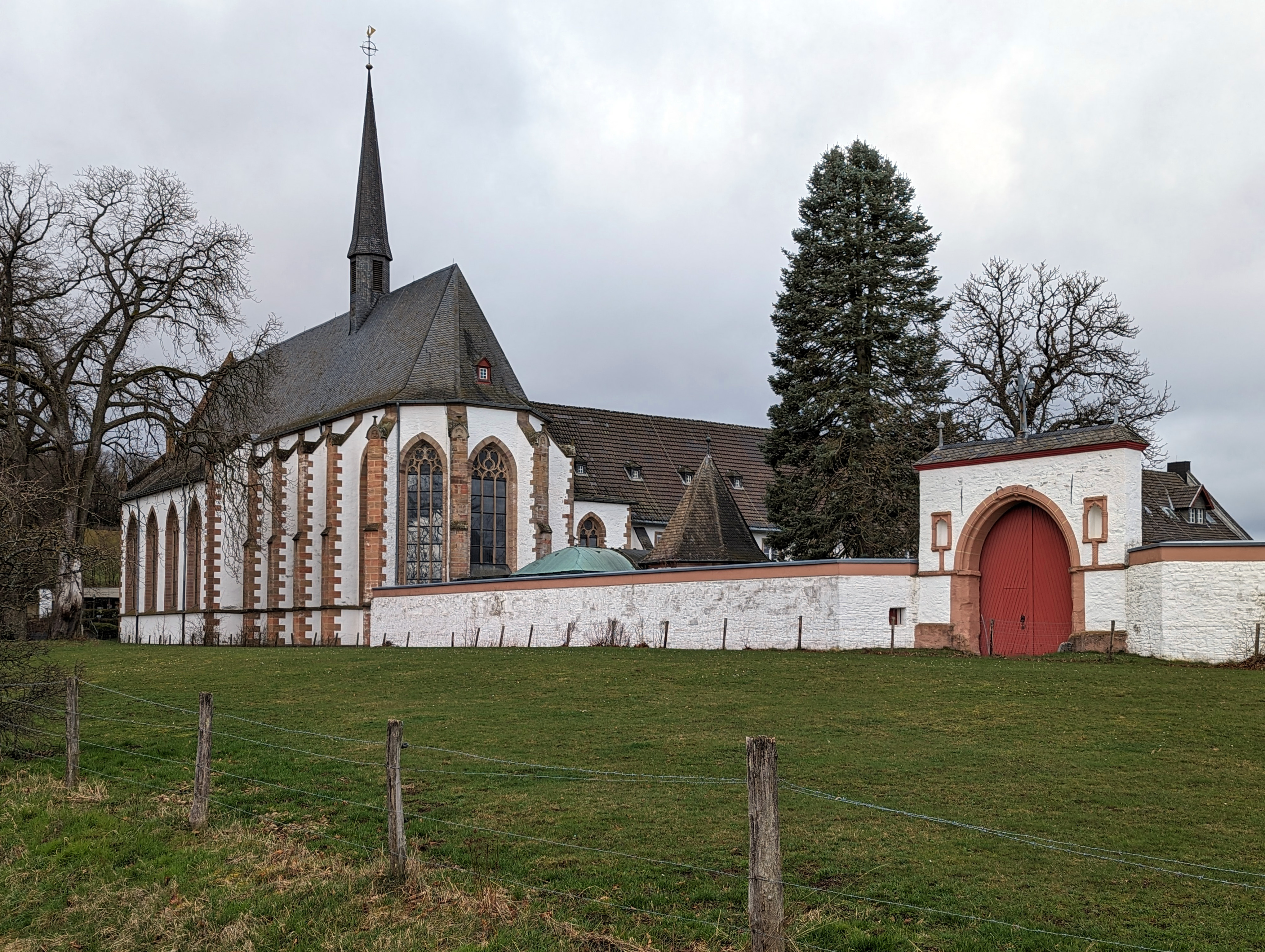